# Сарач Ишак (квартал)
„Сарач Ишак“ (на турски: Saraçishak) е квартал на Истанбул, разположен в градска околия Фатих. Общата му площ е 0,067 км2. Според данни на Адресната система за регистриране на населението (ABPRS) към 2024 г. населението на „Мерджан“ е 827 жители.